# コザック (カクテル)
コザックとは、ショートドリンクに分類される、カクテルの1種である。カクテル名のコザックとは、帝政ロシアの騎兵隊のことで、豪胆な者、自由な人を意味するトルコ語に由来する

。

## 標準的なレシピ
- ウォッカ ： ブランデー ： ライム・ジュース ＝ 2：2：1
- シュガー・シロップ ＝ 1tsp

## 作り方
ウォッカ、ブランデー、ライム・ジュース、シュガー・シロップをシェークして、カクテル・グラス（容量75〜90ml程度）に注げば完成である。なお、ライム・ジュースは、その場でライムを絞ったものを使用するのがベストであるが、市販のジュースを用いても良い。

## 備考
- カクテル名は、コサックと表記されることもある。